# Budîșcea, Novohrad-Volînskîi
Budîșcea (în ucraineană Будища) este un sat în comuna Jolobne din raionul Novohrad-Volînskîi, regiunea Jîtomîr, Ucraina.

## Demografie
Componența lingvistică a localității Budîșcea
     Ucraineană (99,43%)
     Alte limbi (0,57%)
Conform recensământului din 2001, majoritatea populației localității Budîșcea era vorbitoare de ucraineană (99,43%), existând în minoritate și vorbitori de alte limbi.